# Dødstransportør
Dødstransportør (russisk: Конвейер смерти) er en sovjetisk film fra 1933 af Ivan Pyrjev.

## Medvirkende
- Ada Vojtsik som Luisa
- Veronika Polonskaja som Eleonora
- Tamara Makarova som Anni
- Vladimir Sjakhovskoj som Dick
- Pjotr Savin som Kristi